# Anthelme Ferrand
Anthelme Ferrand, né à Indrieux — commune d'Arandas (Ain) — le 28 août 1758 et mort à Belley (Ain) le 18 août 1834, est un homme politique français, député de l'Ain à la Convention nationale et au Conseil des Cinq-Cents.

## Biographie
Avocat à Belley avant la Révolution, il est nommé juge au tribunal d'Ambérieux en 1790. Le 7 septembre 1792, il est élu premier député suppléant à la Convention nationale par le département de l'Ain . Le 18 août 1793, il est admis à siéger, en remplacement de Mollet, démissionnaire pour raison de santé. Il combat le projet de taxer les grains, lorsqu'il est question d'établir la loi sur le maximum, et se prononce pour que le nombre des membres de la Convention soit réduit par les assemblées électorales.
Il siégea au Conseil des Cinq-Cents jusqu'en mai 1797, puis devint juge au tribunal de l'Ain et, le 19 germinal an VIII, président du tribunal civil de Belley, fonction qu'il exerça jusqu'à sa mise à la retraite.

## Sources
- « Anthelme Ferrand », dans Adolphe Robert et Gaston Cougny, Dictionnaire des parlementaires français, Edgar Bourloton, 1889-1891 [détail de l’édition]